# KF-21 보라매
KF-21 보라매(영어: KF-21 Boramae)는 대한민국이 개발을 주도하는 전투기 개발사업으로, 대한민국 공군과 인도네시아 공군에 성능이 향상된 다목적 전투기를 제공하는 것이 주요 목표이다. 2015년부터 2028년까지 총 8조 1,000억 원을 투입하여 연구·개발이 진행된다.  기체는 다른 4세대 전투기에 비해 더 우수한 스텔스 기능을 탑재할 예정이며 동급의 5세대 전투기와 달리 기체 내에 무기를 수납하지는 않지만 무기 수납을 위한 장비도 이후 개발할 예정이다.
KF-21의 시제기는 2021년 4월 사천공항에서 출고식을 가지며 처음으로 세상에 공개되었다. 전투기의 명칭은 보라매로 지정되었다. 첫 시험비행은 2022년 7월 19일 이루어졌고, 제조는 2026년부터 이뤄질 예정이며 2028년 첫 40대가 대한민국 공군에 인도되고 총 120대의 KF-21이 2032년까지 대한민국 공군에 도입될 예정이다.

## 역사

### 개발 배경
KF-X 첨단 다목적 전투기 프로젝트는 한국의 노후화된 F-4D/E 팬텀 II와 F-5E/F 타이거 II 항공기를 대체하기 위해 현대 전투기를 제작하는 것을 목표로 하며, 2001년 3월 김대중 대통령이 공군사관학교 졸업식에서 처음 발표했다. 2002년에는 합동참모본부가 연구개발(R&D) 요구사항을 결정했다.  이 프로젝트는 매우 야심찬 것으로 여겨졌으며, 국방부 산하 연구소인 한국국방연구원(KIDA)은 이 복잡한 프로젝트를 완료할 수 있을지에 대해 회의적이었다.
개발 단계에서는 여러 차례의 지연과 연기가 있었으며 경제적 비용에 대한 논쟁도 있었다. 그러나 2008년 타당성 조사와 2010년 북한의 공격 이후 프로젝트에 대한 관심이 다시 고조되었다. 프로젝트는 위험을 동반하며, 예상 단가는 외국 제조업체에서 구매하는 것보다 상당히 높을 것으로 예상되었지만, 국내 방위 산업의 발전이 국가적 중요성을 지니고 있으며 첨단 산업 전반에 걸쳐 파급 효과를 미칠 것으로 예상되었다.
인도네시아에서는 KF-X 개발 프로그램을 IF-X 프로그램이라고 부른다. 자카르타 글로브는 완성된 항공기가 F-33이라는 명칭을 부여받을 것이라고 보도했다. 2010년 7월 15일, 인도네시아와의 파트너십이 체결되었고, 인도네시아는 KF-X 프로젝트 자금의 20%를 제공하며, 인도네시아 항공을 통해 기술 개발에 협력하고, 계획된 150대에서 200대의 항공기 중 50대를 구매하기로 했다.

### 개발 및 디자인
이 프로그램의 초기 목표는 다소 라팔과 유로파이터 타이푼을 능가하는 스텔스 성능을 갖춘 단좌 쌍발 다목적 전투기를 개발하는 것이었으나, 록히드 마틴의 F-35 라이트닝 II보다는 낮은 스텔스 성능을 목표로 했다. 건국대학교의 무기 시스템 개념 개발 및 응용 연구 센터는 KF-X가 F-16 파이팅 팰컨보다 우수해야 하며, 전투 범위는 50% 더 길고, 기체 수명은 34% 더 길며, 더 나은 항공전자장비, 능동 전자주사식 배열(AESA) 레이더, 더 효율적인 전자전 장비 및 데이터 링크 기능을 갖춰야 한다고 조언했다. 그들의 권장 사항은 약 50,000 파운드포스(220,000 뉴턴)의 추력을 두 엔진에서 제공하며, 초음속 요격 및 순항 능력과 다목적 능력을 갖추는 것을 명시했다. 그러나 대한민국 공군은 이후 프로젝트 요구 사항을 제한적인 스텔스 기능을 가진 4.5세대 전투기로 하향 조정했다.
대한민국은 KF-X를 생산하는 데 필요한 기술의 65%를 보유하고 있었으며, 다른 국가들과의 협력을 모색했다. 기술 이전을 촉진하기 위해 국방과학연구소(ADD)는 KF-X에 대한 두 가지 주요 개념을 제안했다. 첫 번째는 F-35와 유사한 C103, 두 번째는 전방 카나드를 장착한 유럽 전투기와 유사한 C203이었다. 최종 디자인은 미국 또는 유럽 파트너와의 개발 계약 여부에 따라 결정될 예정이었다.
C501(일명 KFX-E)은 KAI가 제안한 세 번째 디자인으로, 방위사업청의 지원을 받았다. C501은 더 작은 단발 엔진 전투기로 비용을 절감하려 했으나, 성능이 F-16보다 떨어졌고 인도네시아의 넓은 공역에는 적합하지 않았다. 대한민국 공군은 전투 성능과 안전성이 뛰어나고, 더 큰 기체를 통해 업그레이드의 가능성을 남긴다는 점에서 쌍발 엔진 설계를 선호했다. 이러한 업그레이드는 향후 5세대 전투기로의 재분류로 이어질 수 있었지만, C501은 4세대에 더 가까운 전투기였다.
개발팀이 2015년 12월 KF-X 설계를 시작할 때, 연구와 설계는 C103 구성에 기반하여 진행되었다. 국방과학연구소(ADD)로부터 C103, C104, C105의 기본 도면을 받은 후, 개발팀은 C105의 실험 모델을 제작하고 새로 설계된 C107에 대한 풍동 실험을 시작했다. C107은 항공기 크기를 키우고 최대 이륙 중량을 늘렸다. 약 2년간의 다양한 풍동 실험 후, 2018년 ADD와 KAI가 제안한 C109가 KF-X의 시제기 설계로 결정되었다.
2016년 5월, 미국 정부와 록히드 마틴은 대한민국이 F-35A를 도입하는 계약의 상쇄 무역 조건에 따라 21개의 기술을 한국항공우주산업에 이전하는 데 잠정적으로 합의했다. 그러나 이후 미국 정부는 4가지 핵심 기술(AESA 레이더, 적외선 탐색 및 추적(IRTS), 전자광학 표적 포드(EO TGP), 전파 주파수 재머(RF 재머) 기술)의 이전을 차단했다. 이로 인해 한국은 이러한 기술을 국내에서 자체 개발해야 했다. 2015년 대한민국 정부의 감사에서는 프로젝트에 필요한 기술의 87%가 확보되었다고 추정했다. 예비 설계는 2018년 6월에 완료되었다. 2019년 9월에는 390개의 기술 데이터 세트를 검토한 중요 설계 검토가 진행되었고, KF-X가 대한민국 공군(ROKAF)의 요구 사항에 부합함이 확인되었다.

### 양산
2024년 7월, 최종조립 착수회의를 갖고 최초양산사업에 착수하였다. 작은 부품 가공부터 중요 구성품 제작, 전·중·후방 동체조립 단계를 거쳐 2025년 5월, 사천시 KAI에서 최초양산 1호기의 최종조립 착수행사가 진행되었다.

## 같이 보기
- 한국항공우주산업
- 한화에어로스페이스